# Bremenfeld
Bremenfeld ist eine Wüstung in der Gemarkung von Steinau an der Straße, im Main-Kinzig-Kreis in Hessen.

## Geografische Lage
Die Wüstung liegt auf einer Höhe von 310 m über NN, etwa 2 km südöstlich von Steinau an der Straße. Der Flurname dort lautet Primenfeld.

## Geschichte
Bremenfeld gehörte zum Amt Steinau der Herrschaft und späteren Grafschaft Hanau, ab 1458: Grafschaft Hanau-Münzenberg. 1382 verkaufte Hanau an Hutten seinen Besitz im Dorf Bremenfeld. 1408 wiederum trugen die von Hutten denen von Hanau ihren Hof dort zu Lehen auf. Aus dem Jahr 1420 stammt die letzte erhaltene Erwähnung des Dorfes, das um diese Zeit wüst gefallen sein muss.

## Historische Namensformen
Historische Namensformen waren:
- Frigeromannofeld
- Friegeremaneresfelt
- Frigesomannovelt
- Frieremannefelt (um 900)
- Brymefelt (1380)
- Brymendefelt (1382)
- Brymefelt (1408)
- Primifeld (1420)
- Priemenfeld (1470)
- Premenfelt (1546)
- Bremenfeld